# Hell-O
Hell-O es el decimocuarto episodio de la primera temporada de la serie de televisión Glee. El episodio se estrenó en Fox el 13 de abril de 2010. Fue escrito por el creador de la serie Ian Brennan y dirigido por Brad Falchuk. En "Hell-O", la entrenadora  Sue Sylvester (Jane Lynch) intenta sabotear la relación entre los miembros del club Glee Finn Hudson (Cory Monteith) y Rachel Berry (Lea Michele). El director del club Glee, Will Schuester (Matthew Morrison), intenta comenzar una relación con la consejera escolar Emma Pillsbury (Jayma Mays), pero varios obstáculos se interponen entre ellos, incluido el entrenador del club rival glee Vocal Adrenaline.
El episodio fue visto por más de 13 millones de espectadores en Estados Unidos. fue uno de los episodios de mayor audiencia de la serie luego del capítulo The Sue Sylvester Shuffle. Recibió críticas mixtas de parte de la prensa especializada, Brett Berk de Vanity Fair y Bobby Hankinson del Houston Chronicle sintieron que el episodio fue desordenado y desigual. David Hinckley del Daily News consideró que restablecer el desarrollo de los personajes era un movimiento positivo a largo plazo.

## Trama
Luego de ser suspendida de su cargo en el William McKinley High School, como se pudo ver en el episodio anterior "Sectionals", Sue Sylvester (Jane Lynch) chantajea al Director Figgins (Iqbal Theba), al invitarlo a cenar y luego drograrlo, con lo que él se queda dormido y ella luego toma una foto de los dos en la cama, incriminándolo de haber tenido sexo con ella y poniéndolo en una situación comprometedora. Ante esto, y a cambio de que ella no le diga nada a su esposa, Figgins reintegra a Sue, y ella regresa inmediatamente para seguir con su plan de destruir al Club Glee.Finn (Cory Monteith) y Rachel (Lea Michele) ahora están saliendo como pareja, aunque Finn aún no ha olvidado a su exnovia, Quinn Fabray. Sue le ordena a las animadoras Santana Lopez (Naya Rivera) y Brittany Pierce (Heather Morris) que seduzcan a Finn. Él rompe con Rachel y mantiene una cita con las dos chicas (Santana y Brittany), pero luego cae en la cuenta de que quiere estar con Rachel. En ese ínterin, Rachel conoce a Jesse St. James (Jonathan Groff), la voz masculina principal del coro rival de New Directions, llamado Vocal Adrenaline, en una biblioteca local. Ambos cantan a dúo la canción "Hello" de Lionel Richie, y Rachel se enamora de él inmediatamente. Finalmente, los chicos de New Directions se enteran de esta reciente relación en surgimiento y sacan la conclusión de que Jesse está usando a Rachel para espiarlos, y la amenazan con expulsarla del Club de Coro si no termina con él. Rachel le pide a Jesse que mantengan su relación en secreto y rechaza a Finn cuando le pide que vuelvan a estar juntos.
Will Schuester (Matthew Morrison) comienza una relación con Emma Pillsbury (Jayma Mays). Emma sufre de misofobia y se pone incómoda al besar a Will. Ella confiesa que es virgen, y le pide que vayan despacio con su relación. Mientras bailan, Will le canta a Emma la canción de Neil Diamond "Hello Again". Varias noches más tarde, cuando Emma está preparando la cena para ella y Will, Terri llega al apartamento y le dice a Emma que ella bailó la canción "Hello Again" con Will en su baile de graduación en 1993. Esto disgusta mucho a Emma.
En una visita al Carmel High School, Will conoce a Shelby Corcoran (Idina Menzel), la directora de Vocal Adrenaline. Ella y Will terminan en su apartamento besándose, pero Will, en cierto momento, no puede continuar con la sesión de besos y le cuenta a Shelby sobre sus problemas amorosos. Shelby le dice que lo que percibe a simple vista es que Will ha estado con Terri desde que tenía 15 años y ahora que esa relación terminó, ya se ha puesto de novio con otra mujer, y le aconseja que debería tomarse un tiempo para estar solo. Cuando Emma más tarde confronta a Will con una copia de su anuario del secundario, confirmando que "Hello Again" fue la canción que él y Terri bailaron en la graduación, él se disculpa. Will y Emma deciden terminar la relación, al menos por un tiempo, para poder lidiar con los problemas personales de cada uno. Los chicos de New Directions notan que han tratado muy mal a las chicas del club Artie se disculpa con Tina y le dice que no tiene porque cambiar si ella no quiere, Finn va a hablar con Rachel y le dice que el sigue sintiendo algo por ella, pero ella le dice que ahora no pueden estar juntos por el equipo(fingiendo que no es por Jesse)antes de que ella se vaya Finn le deice que el no es un chico que se rinda tan rápido y que va a pelear por ella. El episodio termina con New Directions cantando "Hello, Goodbye" de The Beatles, mientras Emma observa la presentación.

## Producción
Glee fue comisionado originalmente por Fox para un cumplimiento de trece episodios, culminando con "Seccionales". El 21 de septiembre de 2009, la cadena anunció una extensión de la primera temporada, ordenó otros nueve episodios, de los cuales "Hell-O" es el primero. La fecha de emisión del episodio se fijó para el 13 de abril de 2010, con el anuncio hecho de que Glee pasaría de los miércoles a las 9:00 p. m. el horario del martes. Sin embargo, debido a un conflicto de programación con American Idol, el regreso de Glee se retrasó a las 9:30 p. m., y luego a las 9:28 p. m. para "Hell-O", antes de pasar al intervalo de tiempo anterior desde el siguiente episodio, "El poder de Madonna", en adelante. "Hell-O" fue escrito por Ian Brennan y dirigido por Brad Falchuk. Se proyectó exclusivamente por primera vez para alrededor de 2.000 admiradores de Glee en el Paley Festival el 13 de marzo de 2010, que fue la audiencia más grande de Paley.

"Hell-O" cuenta con versiones de seis canciones, cinco de los cuales fueron lanzados como sencillos, disponible para descarga digital. Monteith realiza The Doors "Hello, I Love You", Michele canta "Gives You Hell" de The All-American Rejects, Michele y Groff interpreta "Hello" de Lionel Richie , Jesse de Vocal Adrenaline realizan la versión de AC/DC "Highway to Hell", y nuevas direcciones cantan "Hello, Goodbye" de The Beatles. Cada una de estas canciones fueron lanzadas como sencillos. El episodio también incluye la canción de Neil Diamond en "Hello Again" cantado por Matthew Morrison. Diamond antes le dio licencia a su canción "Sweet Caroline" para su uso en el episodio de Glee "Mash-Up". "Gives You Hell", alcanzó el puesto número 1 en la lista de sencillos de Irlanda, mientras que "Hello, Goodbye" alcanzó el número 45.
Una versión instrumental de la canción "Montage, Part 1: Hello Twelve, Hello Thirteen, Hello Love", de A Chorus Line juega en el fondo de la escena de Rachel y Jesse haciendo en las cercanías del comienzo del episodio "The Power of Madonna". Esta canción fue grabada por Michele y Groff.

## Recepción
El episodio recibió críticas mixtas de críticos. Lisa Respers France de CNN estaba contenta con el regreso de la serie, y elogió el "drama, la traición, la tensión, el romance y, lo mejor de todo, la exquisitez diabólica de la entrenadora Sue Sylvester." Todd VanDerWerff de The A.V. Club calificó el episodio "A -". Sintió que "Hell-O" tuvo "momentos tontos" pero en general lo encontró "una hora de televisión muy agradable".
Eric Goldman de IGN calificó el episodio 8.5/10. Comentó que al restablecer los eventos de "Seccionales", "se sintió un poco apresurado", pero concluyó: "Glee sigue trabajando porque tiene su pastel y se lo come también. Es un musical exagerado, excesivamente alegre, pero también una comedia mordaz que siempre guiña el ojo a la audiencia y reconoce cuán cursi es el teatro musical, aunque también demuestra lo divertido que es."  David Hinckley de The Daily News compartió las preocupaciones de Goldman sobre el restablecimiento de los personajes, y mientras creía hacerlo fue el movimiento correcto a largo plazo, comentó que: "el efecto inmediato es hacer que el episodio se sienta un poco brusco". Hinckley sintió que los mayores problemas del episodio fueron su ritmo y ejecución, y observó: "Demasiados giros y vueltas se sienten un poco demasiado repentinos, dejándonos no muy seguros de cómo llegamos de aquí para allá."
Bobby Hankinson, de The Houston Chronicle, escribió que "era regular" sobre el episodio, que consideró "desigual", pero que aún estaba contento de que la serie hubiera vuelto. [32] Brett Berk, de Vanity Fair, calificó el episodio como "un poco fortuito" y comentó: "este tipo de frenesí en espiral no solo es insostenible, sino en última instancia vertiginoso y me atrevo a decirlo, un poco aburrido."  Randee Dawn of The Hollywood Reporter informó que "Hell-O" tenía una "calidad teatral" y que "no era un episodio que hubiera vendido la serie desde el principio". Dawn sintió que había demasiadas actuaciones musicales, comentando: "Pueden ser actuaciones divertidas, pero no son todas necesarias, y sí, es posible tener demasiada música, incluso en una exitosa serie de televisión narrativa musical."